# Prolatiforceps fulviventris
Prolatiforceps fulviventris là một loài ruồi trong họ Asilidae. Prolatiforceps fulviventris được Schaeffer miêu tả năm 1916.